# Герцогенбурзький монастир
Герцогенбурзький монастир (нім. Stift Herzogenburg) — августинський монастир, розташований у містечку Герцогенбург у Нижній Австрії.

## Історія
Історія Герцогенбурзького абатства бере свій початок 18 серпня 1112, коли у містечку Санкт-Георг ан дер Трайзен, в місці злиття річок Трайзен та Дунай, єпископом Пассау Ульріхом засновано августинський монастир. У 1244 році через постійні підтоплення він був перенесений вище по течії Трайзена, до Герцогенбурга.
У пізньому середньовіччі монастир був зруйнований внаслідок бойових дій між гуситами та військами угорського короля Матяша Корвіна. У 16-му столітті пожежа знищила верхній і нижній ринки Герцогенбура. Настоятель монастиря Георг Ейснер та його наступники зуміли відновити монастирський комплекс.
Під час Реформації кількість монахів різко зменшилась. Незабаром після подолання цієї кризи віри, абатство опинилось під загрозою знищення від турецьких набігів, проте у 1683 році населення міста під керівництвом каноніка Грегора Наста зуміли захистити святиню.
Переживши важкі часи Реформації та турецької загрози, у 1714 році розпочалась нова ера в житті монастиря — почалась реконструкція комплексу за проектом архітектора Якоба Прандтауера. Східна частина абатство та його фасад були побудовані відповідно до планів імперського придворного архітектора Фішера фон Ерлаха. Після смерті Якоба Прандтауера у 1726 році управління будівництвом взяв на себе Джозеф Мунггенаст. Його син Франц Мунггенаст завершив колегіальну церкву.
Але проект нової будівлі в стилі бароко не був завершений, насамперед через високий фінансовий тягар воєн Марії Терезії: західне крило монастирського комплексу було недобудованим. Таким чином у 1785 році Герцогенбурзький монастир був урочисто освячений.
Реформи імператора Йосифа II не сприяли зміцненню фінансового становища монастирів Австрії. Багато новозбудований абатств так і не змогли знайти засобів для існування, тому змушені були закриватись або об'єднуватись. Таким чином до Герцогенбурзького монастиря були приєднані ще два: Санкт Андре-ан-дер Трайзен та Дюрнштайн (нім. Dürnstein), що збільшило витрати на утримання будівель. Настоятелям абатства доводилось економити для можливості подальшого існування. Інколи монахи навіть були вимушені продавати цінні предмети мистецтва для того, щоб забезпечити виживання.
Дві світові війни посилили хитке становище монастиря, а девальвація у міжвоєнний період вивела Герцогенбурзьке абатство на край економічної розрухи.
Кінець війни привів у стіни монастиря на розквартирування багато біженців, що позначилось на катастрофічному стані будівлі. Радянська окупація була головним тягарем для абатства та його околиць. Після закінчення Другої світової війни ситуація покращилася.

## Художні колекції
Монастир Герцогенбурга володіє багатою колекцією творів мистецтва періоду пізньої готики, що включає в себе живопис, скульптури та вітражі. Іншою визначною пам'яткою обителі є багата бібліотека, в збори якої входять стародавні рукописи і інкунабули. Також в обителі є нумізматична колекція і галерея картин епохи бароко. Однією з «родзинок» монастирської колекції старожитностей є добре збережений римський шолом, який був знайдений в гравійному кар'єрі в цьому регіоні, датується близько 150 роком нашої ери.